# Avesta (commune)
Pour les articles homonymes, voir Avesta (homonymie).
La commune d'Avesta est une commune du comté de Dalarna. 22 022 personnes y vivent. Son siège se trouve à Avesta.

## Localités principales
- Avesta
- Fors
- Grytnäs
- Horndal
- Nordanö
- Näs bruk
- By socken
- Fornby
- Hede
- Igeltjärna och Brovallen
- Jularbo
- Korskrogen
- Lund-Gammelgård
- Nickarvet
- Östanbyn
- Sonnboåsen
- Stora Dicka

## Curiosités
La ville est connue principale pour sa fonderie d'acier, située dans la localité d'Avesta elle-même et propriété de la compagnie finlandaise Outokumpu.
C'est également là que se trouve le plus grand cheval de Dalécarlie (Dalahäst) du monde. Il mesure 13 mètres de haut et pèse 67 tonnes.
On peut y voir aussi la Aaltohuset conçue par Alvar Aalto.

## Personnalités
- Tony Rickardsson, pilote de rallye
- Nicklas Lidström, joueur de hockey sur glace (LNH)
- Scar Symmetry, groupe de musique
- Lina Hurtig, joueuse de football